# 키티즈 파라다이스
《키티즈 파라다이스》(일본어: キティズパラダイス)는 TV 도쿄에서 1999년1월 5일부터 2011년3월 29일까지 방송된 산리오 캐릭터의 어린이 프로그램. 통칭은 「키티파라」.

## 개요
원래는 1994년 10월부터 테레비 도쿄계에서 방송된 '헬로 키티와 배드 바츠마루'의 후계 프로그램으로 시작했다. 이 프로그램의 전신은 '놀자!! 헬로 키티'이고, 그 전신은 '사랑해! 헬로 키티'이다.

## 출연
- 야마다 가요
- 사사키 에리

## 소리 출연
- 하야시바라 메구미(헬로 키티)
- 타카하시 고(다니엘)
- 타키모토 후지코(배드 바츠마루)
- 카와타 타에코(시나몬)

## 직원
- 수퍼바이저: 츠지노 신타로
- 기획 : 사토 마코토 (산리오 엔터테인먼트), 츠지 쿠니히코 (산리오)
- 음악:  타카하시 츠요시
- 안무 : 와타나베 미츠코, 신카이 에리코
- 운세 감수 : 아스트로 마린
- 카메라 : 나카지마 정규, 우자키 오리나
- 음향 : 사토 코헤이, 나카무라 히데시, 후지와라 유우
- 조명 : 다나카 모토, 카나이 고, 이와미 사다키
- 푸드 코디네이터 : 하마모토 치에
- OFFLINE 편집 : 카츠로 야스히데
- 편집 : 나카무라 히토시
- MA: 모리오카 히로토
- 미술 디자인 : 타니구치 아키라, 후루카와 신사, 핫토리 학, 류자와 노조미
- 메이크업:코쿠마 키요미, 무라타 마이, 타카쿠사기 剛(Vanites)
- 스타일리스트 : 미우라 카즈키 (의상 가게)
- 연출보 : 카와이 아야, 아사카와 히로코, 마에카와 마키, 야마자키 토시코, 가와사키 카츠아키
- 스케줄 : 카츠 마타 미호코, 사토 유미코, 나카노 유미코, 스즈키 미라이
- 홈페이지 담당 : 미나가와 케이코
- 기술 협력: IMAGICA
- 의상 협력: 타브리에
- 미술 협력 : BIGAKU SEA, 극단 작은 성
- 제작 협력 : 산리오 엔터테인먼트 (구 산리오 퓨로 랜드), 아사히 프로덕션, A.T 커뮤니케이션즈, 크로프네 제품, 아사노 하치로 사무소, 주식회사 아이코, 아스나로사
- 프로그램 협력 : 와타나베 사치코
- 프로그램 담당:무라마쓰 사야코
- 연출 : 사카모토 하루히코 (산리오 엔터테인먼트)
- 프로듀서: 사이토 유키, 노무라 타카아키
- 제작 저작 : 산리오